# Fritz Karmasin
Fritz Karmasin (eigentlich Friedrich Adolf Karmasin; * 30. Jänner 1930 in Kežmarok (Käsmark), Tschechoslowakei; † 24. Mai 2013) war ein österreichischer Marktforscher und Inhaber der Karmasin Marktforschung – Österreichisches Gallup-Institut.

## Leben
Karmasin wurde 1930 als Sohn von Franz Karmasin in Kežmarok (deutsch: Käsmark) in der teilweise deutschsprachigen Region Zips in der slowakischen Tatra geboren. Sein Vater war Politiker der Karpatendeutschen Partei, später Staatssekretär sowie Volksgruppenführer der Deutschen im Slowakischen Staat. Nach dem Krieg legte er am Erasmus-Grasser-Gymnasium in München das Abitur ab. Anschließend studierte er an der Ludwig-Maximilians-Universität München, der Hochschule für Welthandel (heute: Wirtschaftsuniversität Wien) und der Universität Wien. 1958 erhielt er den akademischen Grad eines Diplom-Kaufmanns an der Universität München. 1960 erfolgte die Promotion an der Hochschule für Welthandel in Wien. 
Ab 1961 war Karmasin Geschäftsführer des Österreichischen Gallup-Institutes in Wien und ab 1970 Lehrbeauftragter am Institut für Publizistik und Kommunikationswissenschaften der Universität Wien. Er habilitierte 1984 an der Universität Wien und wurde 1989 zum außerordentlichen Professor für Markt- und Meinungsforschung berufen. Er lehrte bis 2012 an der Universität Wien.
Auch seine Gattin Helene Karmasin und seine Tochter Sophie Karmasin, die gemeinsam das Unternehmen Karmasin-Motivforschung gegründet haben, sind als Marktforscher in Österreich bekannt. Sein Sohn Matthias Karmasin ist Kommunikationswissenschafter an der Universität Klagenfurt. Fritz Karmasin wurde auf dem Neustifter Friedhof bestattet.

## Auszeichnungen
- 1996: Österreichisches Ehrenkreuz für Wissenschaft und Kunst I. Klasse
- 1998: Große Silberne Ehrenmedaille der Wirtschaftskammer Wien
- 2000: Goldenes Ehrenzeichen für Verdienste um das Land Wien
- 2003: Großes Ehrenzeichen für Verdienste um die Republik Österreich
- 2005: Goldener Ehrenring der Österreichischen Werbewissenschaftlichen Gesellschaft